# Phyllachora trophis
Phyllachora trophis är en svampart som beskrevs av F. Stevens 1927. Phyllachora trophis ingår i släktet Phyllachora och familjen Phyllachoraceae.   Inga underarter finns listade i Catalogue of Life.